# Сюре-Каналь, Жан
Жан Сюре́-Кана́ль (Сюрэ-Каналь, фр. Jean Suret-Canale; 27 апреля 1921, Париж — 23 июня 2007, Ла-Рокий, департамент Жиронда) — французский учёный, африканист (географ и историк), теоретик марксизма, участник Движения Сопротивления и антиколониалист.

## Биография
Из семьи деятелей искусства смешанного французско-немецкого происхождения. В процессе учёбы посетил колониальные владения Франции — Дагомею (Бенин) в 1938 году и Французский Индокитай в 1939 году. Под влиянием преподавателя философии стал марксистом. Он хотел присоединиться к троцкистам, находя правильной их оценку Сталина, однако из-за соображений необходимости антифашистского единства в 1939 году вступил в ряды Французской коммунистической партии. В 1940—1944 годах состоял в подпольной комсомольской ячейке, вовлечённой в сопротивление нацизму. В 1942 году окончил Тулузский университет, а в 1946 году — Парижский университет.
После войны в 1945—1946 годах был ассистентом в университете Ренна, а затем отправился в Западную Африку, где в 1946—1949 годах преподавал в лицеях Дакара (Сенегал). В 1947 году наблюдал за крупной забастовкой на железной дороге Дакар-Нигер, а в 1947 году за активную профсоюзную деятельность был выслан колониальной администрацией назад во Францию, где и дальше работал преподавателем в городе Лаваль (Майен), а также занимался публицистикой и политической деятельностью в Компартии, хотя и был критически настроен к её сталинистскому руководству. После провозглашения в 1958 году независимости Гвинеи под началом Ахмеда Секу Туре Сюре-Каналь перебрался в 1959 году в столицу новой республики — Конакри. Там в 1959—1962 он работает директором Национального института исследований и документации, а затем также директором Высшей педагогической школы (Киндиа).
Однако уже в 1963 году ему пришлось под угрозой потери гражданства вернуться на родину; впоследствии работал в ряде научных и учебных заведений Франции и Алжира. Кроме того, он стал заместителем директора Центра марксистских исследований ЦК ФКП (C.E.R.M.), в создании которого участвовал в 1960 году. С января 1967 по 1972 год был членом ЦК ФКП. С 1979 был преподавателем Университета Париж VII имени Дени Дидро. Выйдя на пенсию, продолжал писать для «Юманите» и участвовать в движении солидарности с народами Африки.
Автор многочисленных трудов по историческому развитию, экономической географии и географии Африки, экономической географии Франции, общим социологическим проблемам, марксистской теории и историографии. В 1963 году за трёхтомный труд «Африка Западная и Центральная. География. Цивилизация. История» (переведён на русский в 1961 году) учёный совет Института Африки АН СССР присвоил ему степень доктора исторических наук. Соавтор «Чёрной книги капитализма».
Сюре-Каналь — активный участник дискуссии историков-марксистов об азиатском способе производства. Собрав большой фактический материал, дал комплексную оценку общественно-экономического развития Западной Африки до европейской колонизации с позиций исторического материализма; исходя из своих заключений, наряду с другим французским марксистом Морисом Годелье отстаивал идею универсальности азиатского способа производства как переходной стадии от первобытно-общинного к классовому обществу.
Отец художника Мишеля Сюре-Каналя.

## Переводы на русский
- Сюрэ-Каналь Ж. Африка Западная и Центральная. География. Цивилизация. История. — М., 1961.
- Сюрэ-Каналь Ж. Традиционные общества Тропической Африки и марксистская концепция «азиатского способа производства». // «Народы Азии и Африки». 1965, № 1.
- Сюрэ-Каналь Ж. Гвинейская Республика. — М., 1973.